# Oligodon nikhili
Oligodon nikhili је гмизавац из реда Squamata и фамилије Colubridae. 

## Угроженост
Подаци о распрострањености ове врсте су недовољни.

## Распрострањење
Индија је једино познато природно станиште врсте.

## Станиште
Врста Oligodon nikhili има станиште на копну.